# Ascotis promptaria
Ascotis promptaria là một loài bướm đêm trong họ Geometridae.